# أسامة خالد
أسامة خالد (من مواليد 19 يناير 1994) هو طبيب سعودي وإداري في ويكيبيديا، حُكم عليه بالسجن لمدة 32 عامًا في عام 2020. وفقًا لنشطاء حقوق الإنسان، جاء اعتقاله وإدانته بسبب مساهماته بمعلومات حول اضطهاد النشطاء السياسيين في السعودية. وفقًا لبيان مشترك صادر عن منظمة الديمقراطية الآن للعالم العربي ومجموعة SMEX، يُعتقد أن اعتقال أسامة كان جزءًا من حملة قمع ضد إداريي ويكيبيديا.
لكن السلطات السعودية وجهت إليه تهمًا مثل "التأثير على الرأي العام" و"انتهاك الآداب العامة" بسبب نشره محتوى "يُعتبر انتقادًا لاضطهاد النشطاء السياسيين في البلاد".

## الاعتقال
وفقًا لمصادر من الديمقراطية الآن للعالم العربي وSMEX، اعتقل أسامة خالد وزميله زياد السفياني في نفس اليوم عام 2020. أصدرت المحكمة الجزائية المتخصصة، وهي محكمة مكافحة الإرهاب في البلاد، حكمًا بالسجن لمدة خمس سنوات في الحائر في الرياض في صيف 2020. وفي سبتمبر 2022، قامت المحكمة بزيادة الحكم إلى 32 عامًا بنفس التهم.
وُصفت الأحكام القاسية بالسجن بأنها أداة للقمع من قبل الحكومة السعودية، وفقًا لـمنظمة القسط، التي استشهدت بحكم خالد وأيضًا أحكام كل من سلمى الشهاب ‏، نورة القحطاني ‏، وسكينة العيثان، وغيرهم.